# Carlo Lewis
Carlo Lewis is een Surinaams inheems bestuurder. Hij is kapitein van Apoera. Hierin werd hij opnieuw bevestigd in 2012, nadat de regering onder protest een hoofdkapitein voor onder meer Apoera had geïnstalleerd. In 2015 behaalde hij de meeste stemmen voor de NDP in Sipaliwini, maar werd desondanks niet gekozen in de De Nationale Assemblée.

## Biografie
Lewis is minimaal sinds 2007 dorpshoofd van Apoera, een dorp aan het eind van de zuidelijke Oost-Westverbinding in het westen van Suriname. In het dorp wonen rond de 750 inheemse Surinamers van het volk Lokono (Arowakken).
Begin jaren 2010 was hij geregeld in het nieuws vanwege onenigheid met de regering over de benoeming van lokale bestuurders. In 2011 verzetten hij en de dorpshoofden van Washabo en Section zich tegen de benoeming van Jeffrey Armaketo als hoofdkapitein van alle drie dorpen door RO-minister Linus Diko en De Nationale Assemblée (DNA). Hierbij werden de dorpshoofden gesteund door de VIDS, die verwees naar het zelfbeschikkingsrecht van inheemsen, zoals die is vastgesteld door de VN. Een bezoek van president Bouterse zorgde in die tijd voor nog meer verdeeldheid. De meningsverschillen liepen zo hoog op, dat de minister de drie dorpshoofden in december 2011 uit hun functie zette. De ontheffingsbrief werd echter niet geaccepteerd door de dorpshoofden. Uiteindelijk werd besloten om een referendum over de kwestie te houden. Hieruit bleek dat de kiezers de voorkeur hadden voor drie afzonderlijke dorpshoofden. In juli van dat jaar volgden doprshoofdverkiezingen die Lewis overtuigend voor Apoera wist te winnen.
Eind 2012 was Lewis bestuurslid (penningmeester) van VIDS; Lesley Artist was vanaf dat moment de voorzitter.
Lewis kandideerde voor DNA tijdens de parlementsverkiezingen van 2015. Hij stond op nummer 3 op de lijst van de NDP voor Sipaliwini en behaalde de meeste stemmen voor zijn partij. Ondanks de 1690 kiezers die hij achter zich kreeg, liep hij zijn zetel toch mis. Zowel Erwin Linga als Aida Nading, de nummers 1 en 2, besloten hun zetel te accepteren. Nading kreeg 461 stemmen en moest daarvoor druk doorstaan de zetel af te staan. Nadat ze bewilligde, stuurde de bevolkingsgroep Trio onder leiding van granman Asongo Alalaparoe nog vergeefs een verzoekschrift naar de president over de parlementszetel.
In maart 2019 besprak Bouterse knelpunten in het gebied met Lewis en een aantal groeperingen. Aan een van de knelpunten werd in september een begin gemaakt, namelijk de asfaltering van acht kilometer weg die Apoera met Washabo en Section moet gaan verbinden.